# Urmeniș, Bistrița-Năsăud
Urmeniș (germană Ermeden, Armenisch maghiară Mezőörményes, Örményes în trad. Armeneștii de Câmpie) este satul de reședință al comunei cu același nume din județul Bistrița-Năsăud, Transilvania, România. La recensământul din 2002 avea o populație de 935 locuitori.

## Istorie
- Satul este atestat documentar în anul 1329 sub numele Ermenus, iar în 1330 Hermenus.
- Inițial aparținea voievodului László, care l-a donat nobilului Myké.
- În 1329 Carol Robert de Anjou donează satul lui Pogány István.
- În 1335 apare pentru prima dată pe lista taxelor către Biserica Catolică.
- Secolele următoare va aparține familiei Bánffy, care inalță aici, in anii 1664–1669, un castel impozant, fiind reședința  de odihnă a Sigismund Rákóczi. Castelul are statut de monument istoric.
- Numele satului În limba maghiară arată faptul că în sat locuiau într-o perioadă armeni, aceștia cel mai probabil au fost asimilați de populația locală.

## Demografie
Conform recensământului efectuat în 2011, populația comunei Urmeniș se ridică la 1.949 de locuitori, în scădere față de recensământul anterior din 2002, când se înregistraseră 2.280 de locuitori.[2] Majoritatea locuitorilor sunt români (87,33%). Principalele minorități sunt cele de romi (8,41%) și maghiari (2,57%). Pentru 1,64% din populație, apartenența etnică nu este cunoscută.[3] Din punct de vedere confesional, majoritatea locuitorilor sunt ortodocși (87,22%), dar există și minorități de greco-catolici (5,49%), reformați (2,87%) și baptiști (1,8%). Pentru 1,64% din populație, nu este cunoscută apartenența confesională.[6]
Componența etnică a satului Urmeniș (1910)
     Români (76,84%)
     Maghiari (23,16%)

### Populație istorică
La recensământul din 1910 satul avea 1401 de locuitori, dintre care: 1042 români, 314 maghiari, iar 45  nu și-au declarat etnia.

## Monumente
- Castelul Banffy din Urmeniș

## Imagini

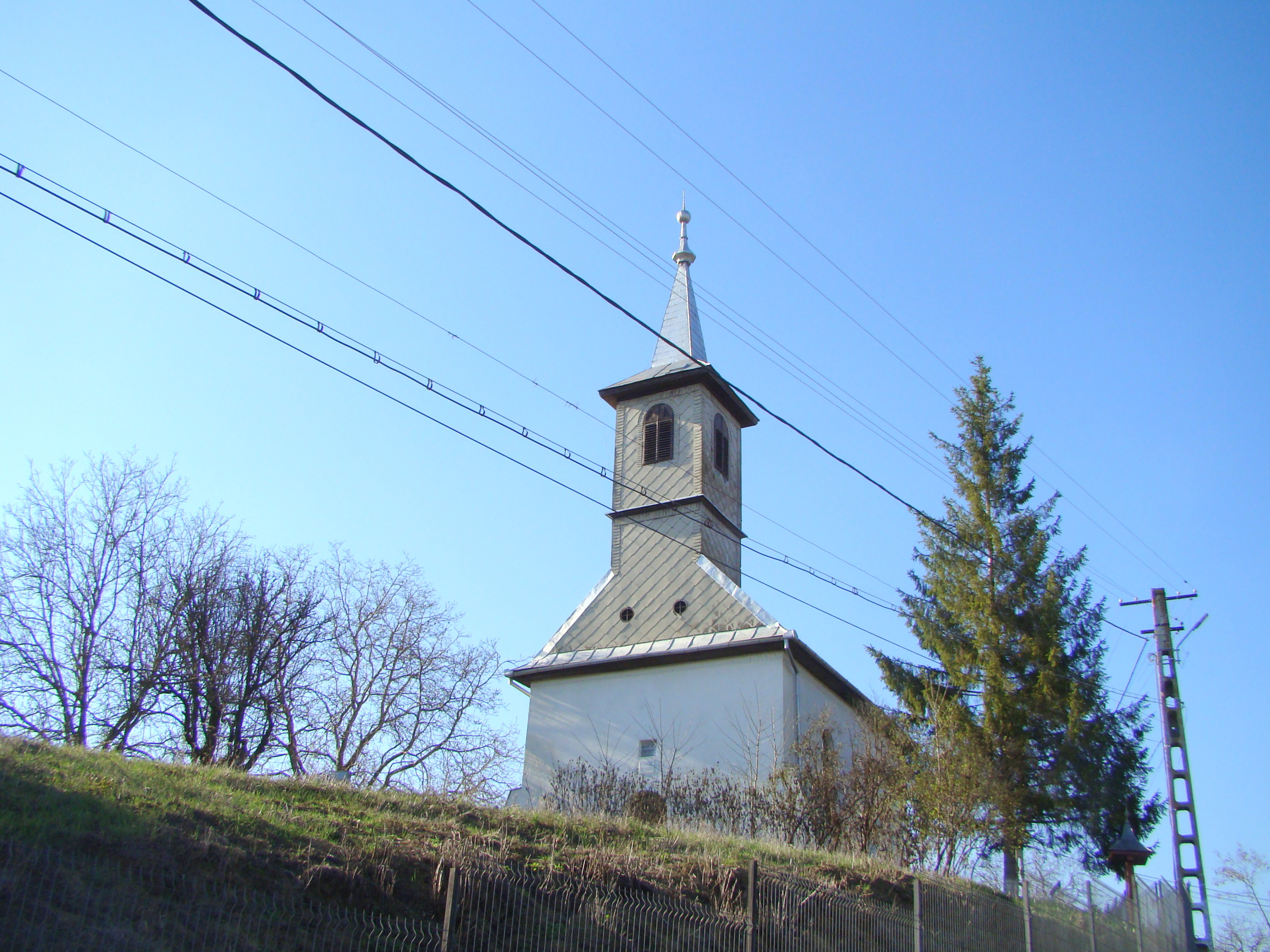
Biserica reformată (1899)
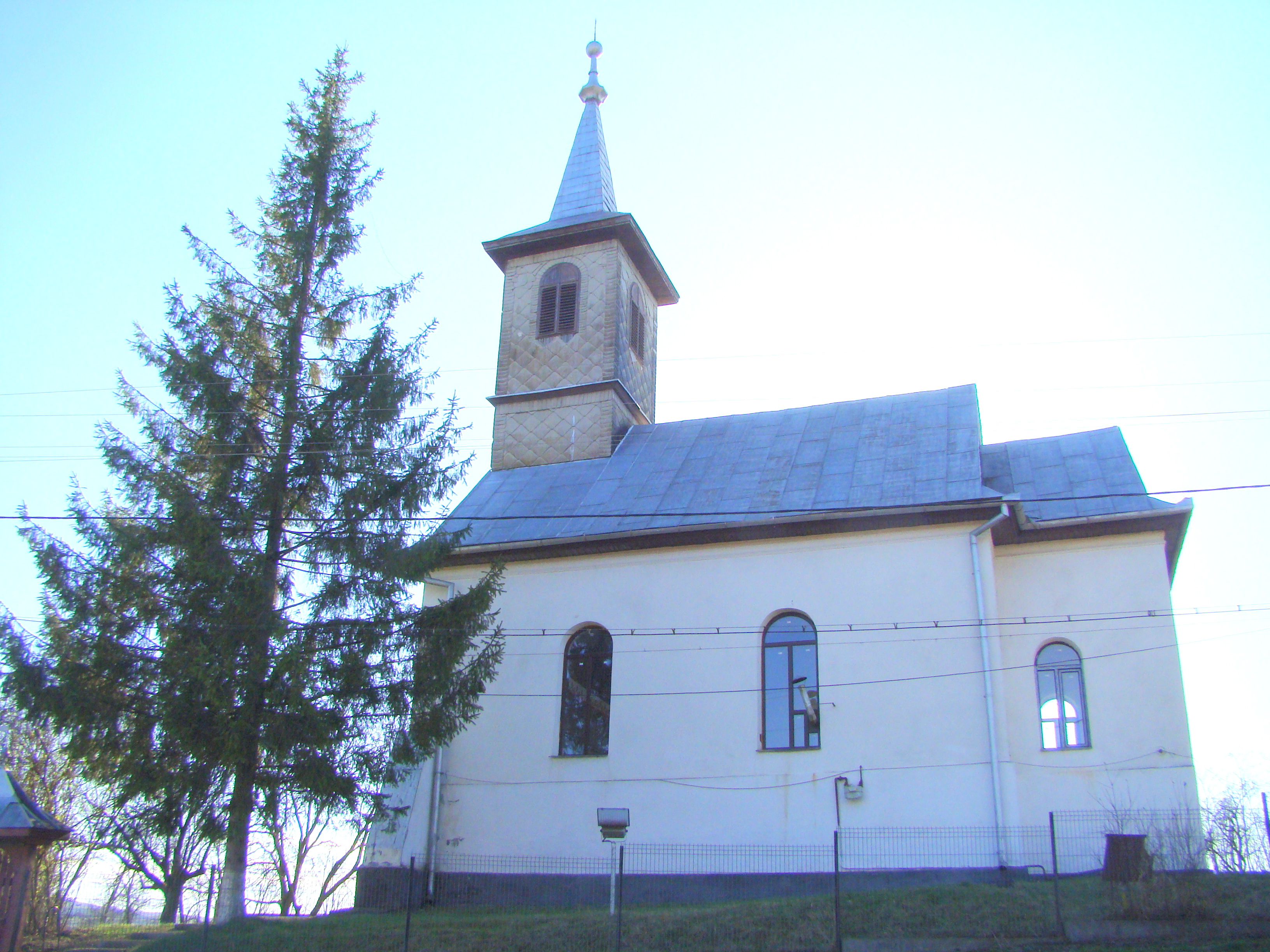
Biserica reformată (1899)
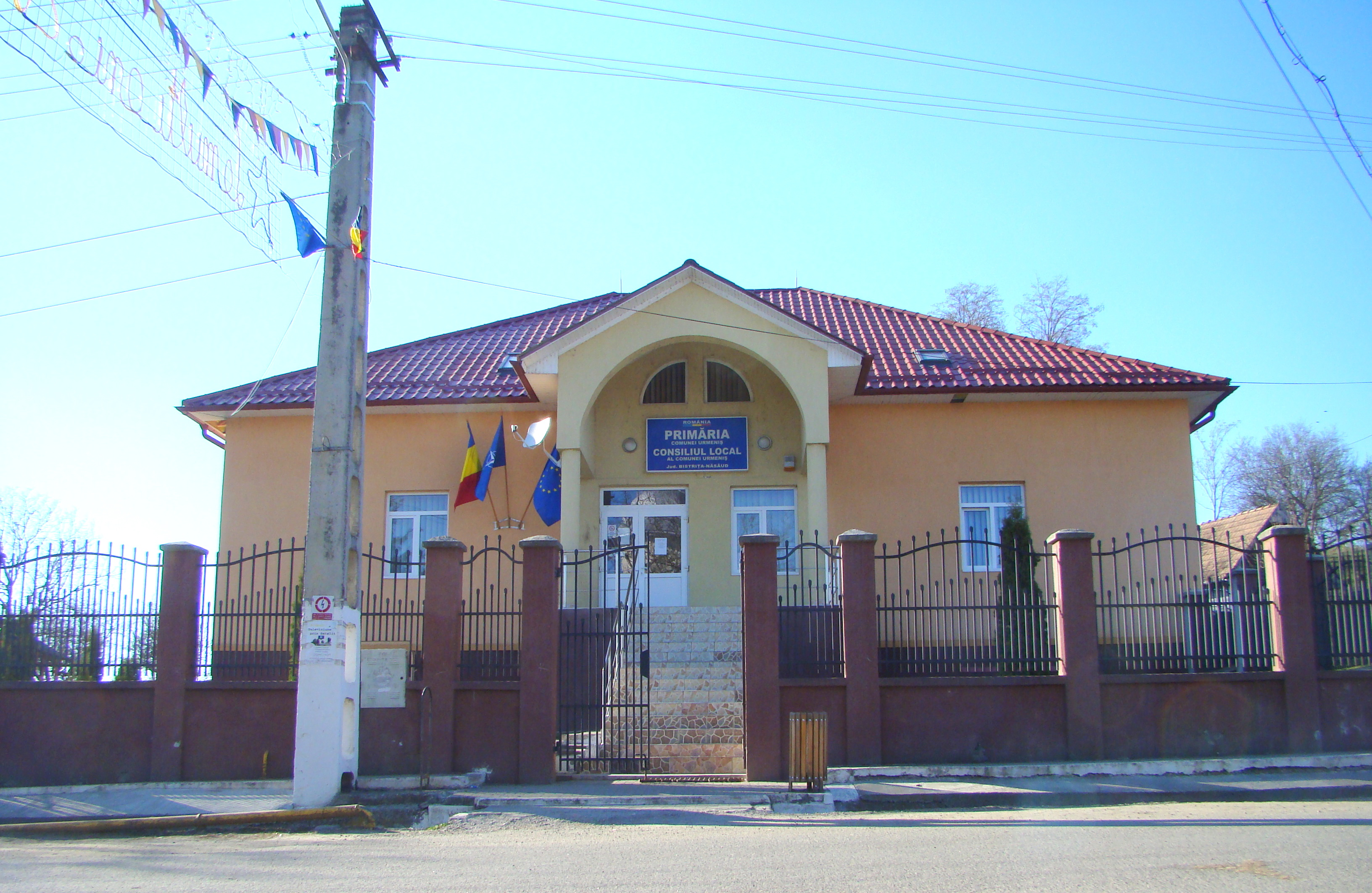
Primăria comunei Urmeniș
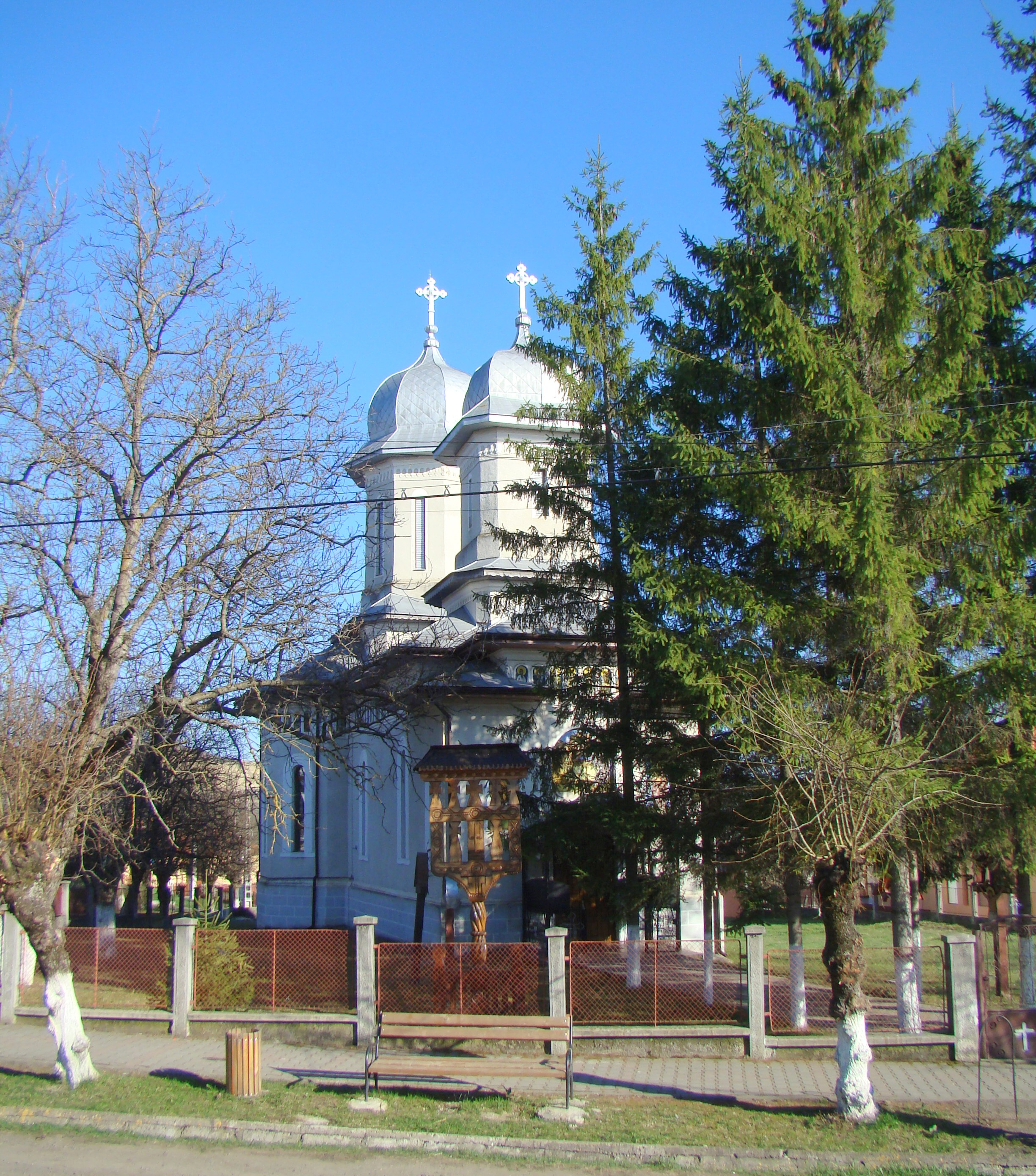
Biserica ortodoxă (1932)
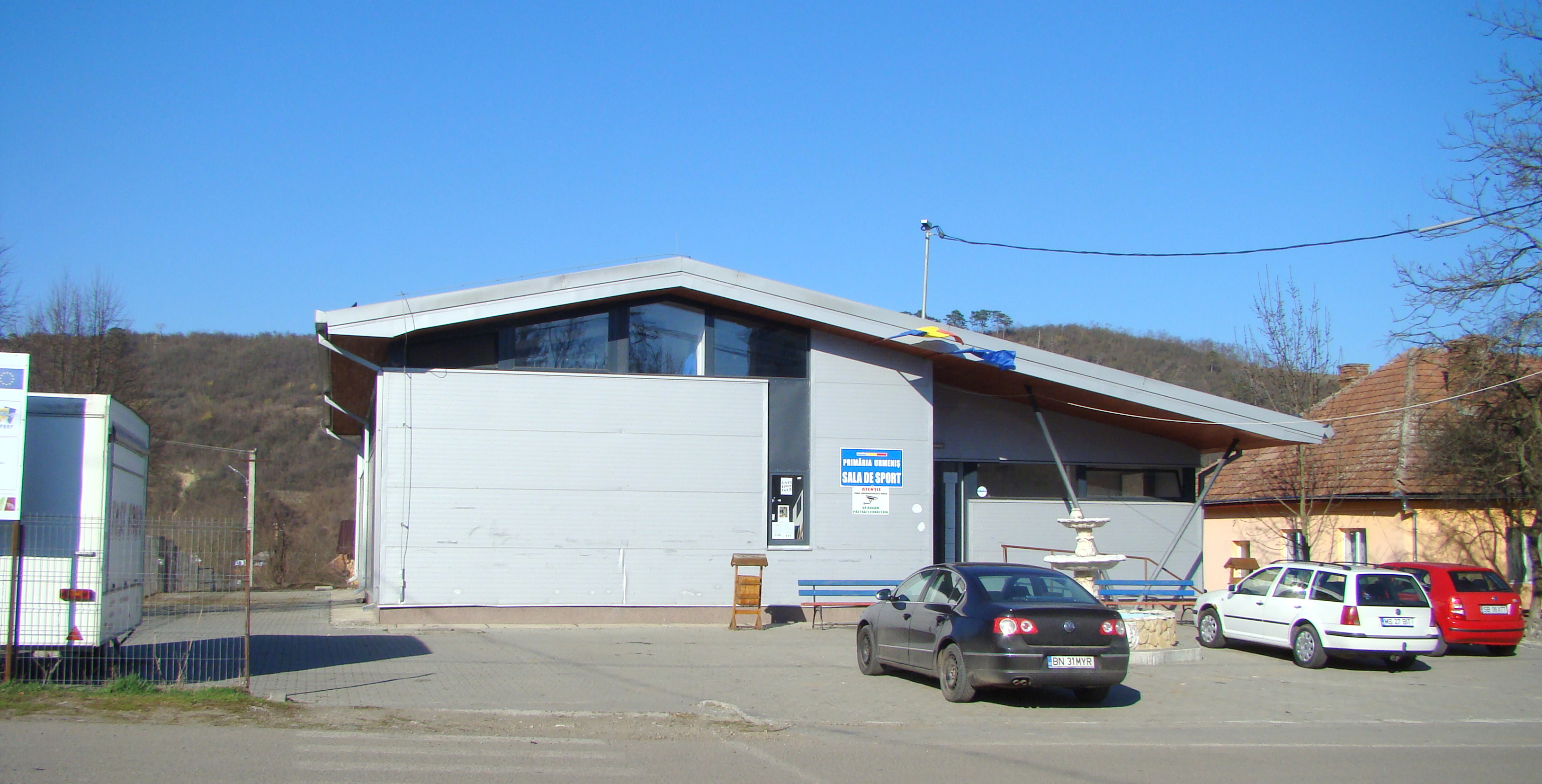
Sala de sport
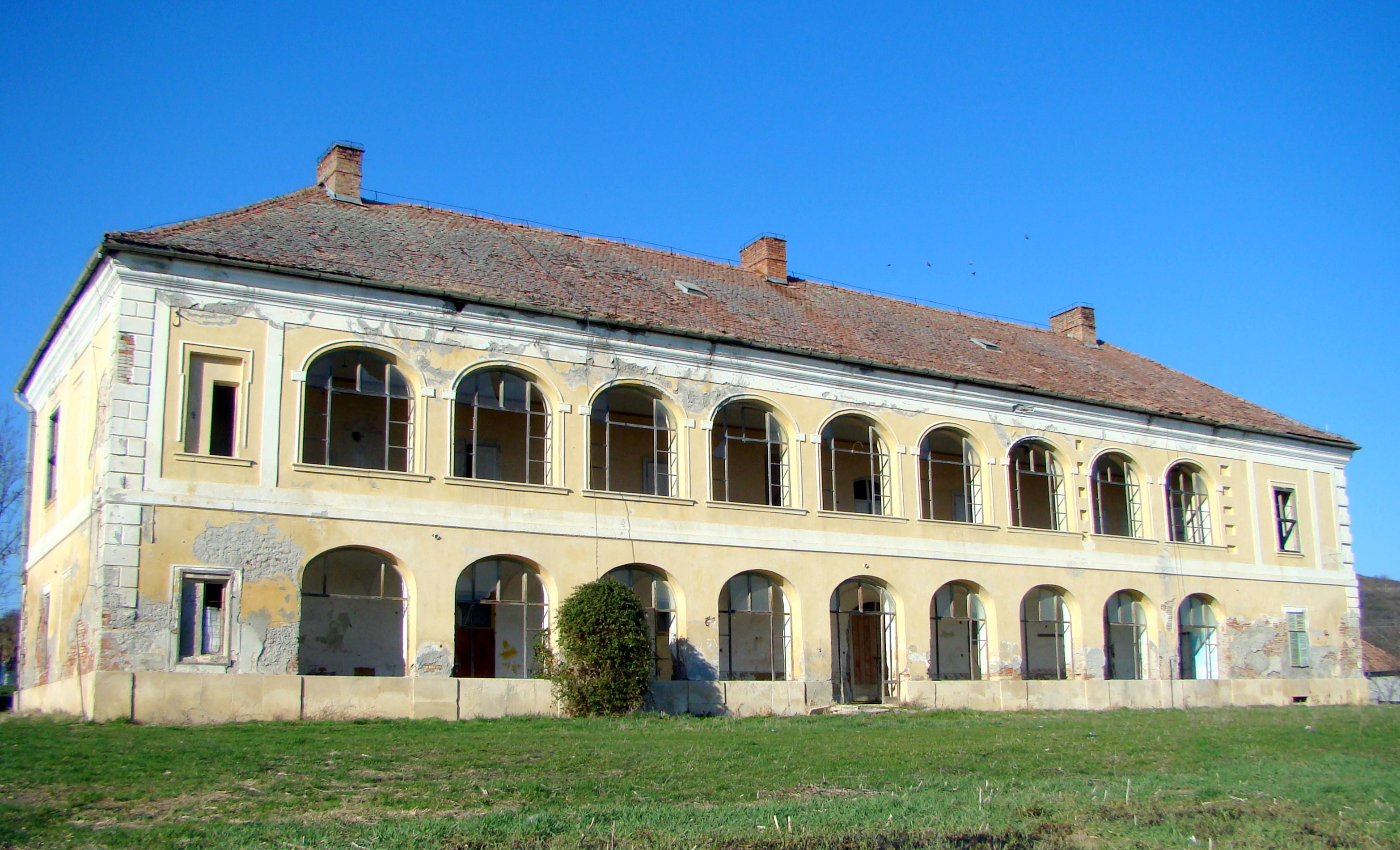
Castelul Rákóczi-Bánffy (monument istoric)
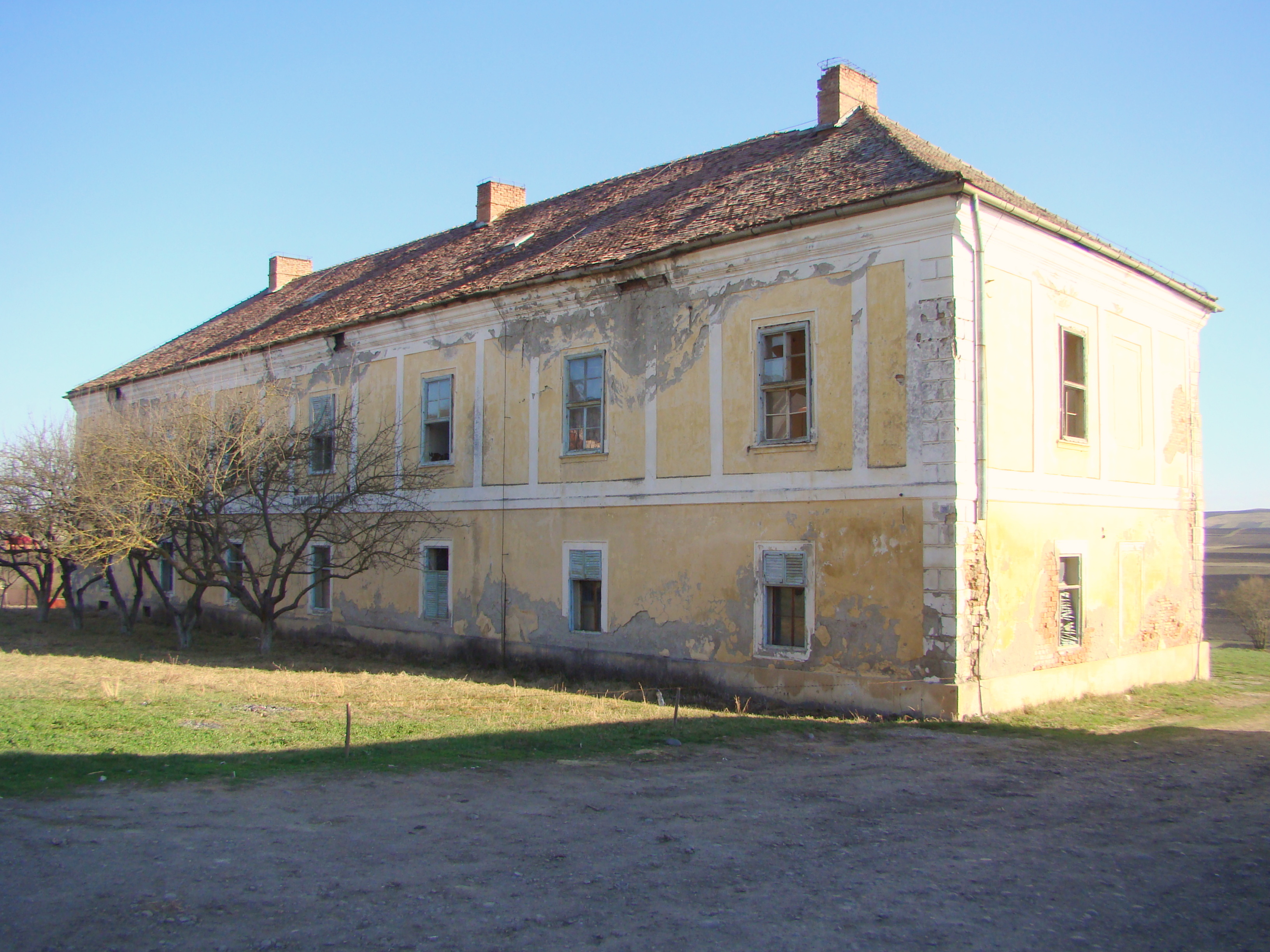
Castelul Rákóczi-Bánffy (monument istoric)
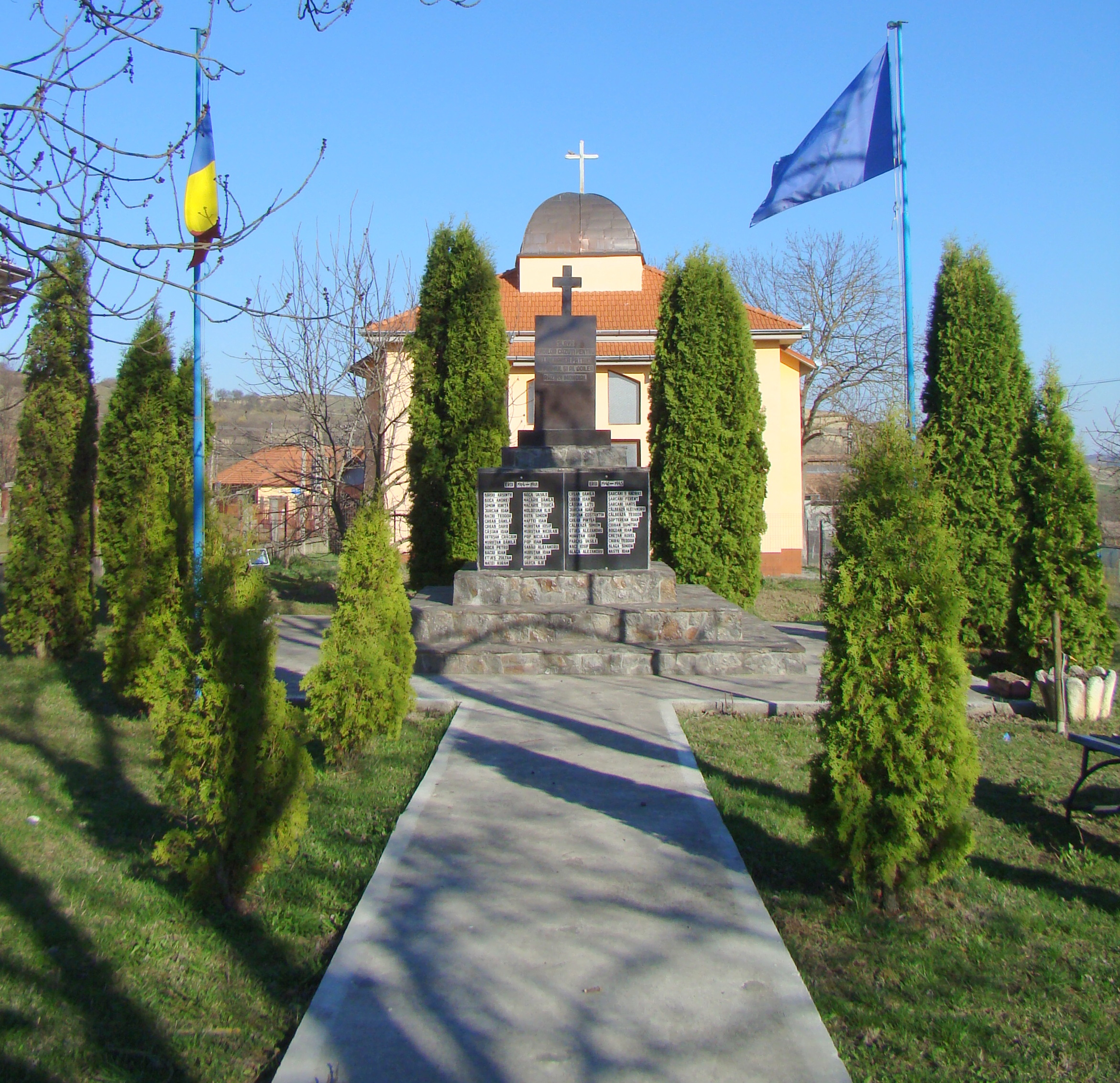
Monumentul eroilor din cele două războaie mondiale